# RIFF WAVE
Das WAVE-Dateiformat ist ein Containerformat zur digitalen Speicherung von Audiodaten, das auf dem von Microsoft für Windows definierten Resource Interchange File Format (RIFF) aufsetzt. Eine WAVE-Datei enthält vor den Audiodaten zumindest Informationen über deren Format.
Enthalten sind meist sogenannte PCM-Rohdaten, also eine zeit- und wertdiskrete Darstellung des zeitlichen Verlaufs eines Signals. Die Qualität des aufgezeichneten Klangs hängt dann von zwei Werten ab, der Abtastrate (Anzahl der Abtastungen pro Zeiteinheit) und der Auflösung (Bit-Tiefe); im Fall von komprimierten Daten auch vom Verfahren, z. B. ADPCM oder MP3.

## Dateistruktur

WAV-Dateistruktur

Das RIFF-Format besteht aus mehreren Abschnitten (englisch chunks), die wie beim IFF aufgebaut sind, bis auf die Byte-Reihenfolge: niederwertiges Byte (LSB) voran, also in der Little-Endian-Bytereihenfolge. Die WAVE-Spezifikation definiert drei Abschnitte als erforderlich:
Der RIFF-Abschnitt identifiziert die Datei als .wav-Datei und enthält als Container die anderen Abschnitte. Der FORMAT-Abschnitt enthält Parameter wie z. B. die Abtastrate. Der DATA-Abschnitt enthält den Signalverlauf und darf nicht vor dem FORMAT-Abschnitt stehen.
Im Laufe der unkoordinierten Entwicklung entstand eine unüberschaubare Anzahl weiterer Abschnittstypen mit teils redundanten Inhalten. Ein Beispiel ist der „Label“-Abschnitt und „Note“-Abschnitt, die beide Cuepoint-Einträge im „Cue“-Abschnitt mit einer Beschriftung versehen. Dabei bezeichnet ein „Label“ den Titel eines Cuepoints, „Note“ einen Kommentar. Sie sind als Unterabschnitte (englisch subchunks) im übergeordneten Associated-Data-List-Abschnitt gespeichert. Weiterhin gibt es eine Vielzahl von komprimierten Formaten, für die ein „Fact“-Abschnitt mit der dekomprimierten Größe verbindlich ist, die aber ansonsten unterschiedlichste Parameter definieren, was eine vollständige Unterstützung des WAV-Formats für Entwickler noch schwieriger macht. Manche Anwendungen erwarten den FORMAT-Abschnitt als ersten, manche den DATA-Abschnitt als letzten, obwohl die Spezifikation das nicht fordert.

### RIFF-Abschnitt (auch „RIFF-WAVE“-Abschnitt)
Er enthält als Container die anderen Abschnitte, sein Header besteht lediglich aus
- chunkID (char[4], "RIFF")
- ChunkSize (uint32_t, = Dateilänge in Bytes − 8)
- riffType (char[4], "WAVE")

### „Format“-Abschnitt
Er beginnt mit den vier Zeichen "fmt " und muss in der Datei genau einmal enthalten sein. Auf seine ChunkSize folgt der Inhalt, der aus einem Satz allgemeiner Parameter und einem nachfolgenden formatspezifischen Teil besteht. Der allgemeine Teil:
- wFormatTag (uint16_t, Identifizierung für das verwendete Format, z. B. steht 0x0001 für PCM, das kanonische, unkomprimierte Format)
- wChannels (uint16_t)
- dwSamplesPerSec (uint32_t, Abtastrate in Hz, z. B. steht 0x0000AC44 für 44100)
- dwAvgBytesPerSec (uint32_t, nötige Übertragungsbandbreite)
- wBlockAlign (uint16_t, Größe der Frames in Bytes)

Für PCM-Daten hat der Format-Abschnitt nur noch dieses eine Feld:
- wBitsPerSample (uint16_t, Quantisierungsauflösung, identisch für alle Kanäle)

Wird keine Kompression verwendet, ist dwAvgBytesPerSec das Produkt aus Abtastrate und Framegröße.
Die Framegröße ergibt sich aus der Vorgabe, dass alle Werte im Daten-Abschnitt als Ganzzahl ("integer") zu kodieren sind mit einer gerade ausreichenden Größe in Byte (eventuell nötige Füllbits stehen am niederwertigen Ende mit dem Wert 0, Zero-Padding). Für das PCM-Format gilt
wBlockAlign = wChannels * ((wBitsPerSample + 7) / 8) (Integer-Division ohne Rest),
sodass die Framegröße für 12-Bit-Stereo nicht drei, sondern vier Byte beträgt. Bei zwei Kanälen (Stereo) wird erst der linke, dann der rechte Kanal gespeichert.

### „Data“-Abschnitt
Er hat die Kennung "data". Seine chunkSize enthält (wie bei allen Abschnitten) weder die 8 Bytes von Kennung und Größe noch eventuell ein am Ende zur vorgeschriebenen Ausrichtung auf Wortgrenzen nötiges Null-Byte. Sein Inhalt ist eine Folge von Frames.
Dieses Format, ohne Header gespeichert, hat üblicherweise die Endung .raw und setzt bei der Wiedergabe die Kenntnis von Abtastrate, Bittiefe und Byte-Reihenfolge voraus (letztere ist nur unter RIFF festgelegt, nicht für rohes PCM).
Die Größe des „Data“-Abschnitts im Datenformat PCM berechnet sich wie folgt: Pro Sekunde fallen dwSamplesPerSec Frames zu je wChannels Abtastwerten zu je ein oder zwei Bytes an. Für CD-Qualität (16 Bit stereo = 4 Bytes pro Sample (2 Byte pro Kanal), 44.100 Hertz) z. B. also etwa 10 Megabytes pro Minute (60 s · 44.100 Hz · 4 byte).

### Metadaten
Als ein Derivat des RIFF-Formats können WAV-Dateien mit Metadaten im INFO-Chunk versehen werden. Zusätzlich können WAV-Dateien jegliche Art von Metadaten einbetten, darunter Extensible Metadata Platform (XMP)-Daten oder ID3-Tags, die in zusätzlichen Chunks gespeichert werden. Die RIFF-Spezifikation erfordert, dass Anwendungen unbekannte Chunks ignorieren, wodurch Programme diese zusätzlichen Informationen möglicherweise nicht nutzen.

## Beispiel eines allgemein lesbaren WAVE-PCM-Formats
RIFF-Header (12 Byte):
| Offset   | Typ      | Länge (in Bytes) | Inhalt           |
| -------- | -------- | ---------------- | ---------------- |
| 0 (0x00) | char     | 4                | 'RIFF'           |
| 4 (0x04) | unsigned | 4                | <Dateigröße> − 8 |
| 8 (0x08) | char     | 4                | 'WAVE'           |

Der fmt-Abschnitt (24 Byte) beschreibt das Format der einzelnen Abtastwerte:
| Offset    | Länge | Inhalt         | Beschreibung |
| --------- | ----- | -------------- | --- |
| 12 (0x0C) | 4     | 'fmt '         | Header-Signatur (enthaltenes Leerzeichen beachten)                                                               |
| 16 (0x10) | 4     | <fmt length>   | Länge des restlichen fmt-Headers in Byte (16)                                                                    |
| 20 (0x14) | 2     | <format tag>   | Datenformat der Abtastwerte (siehe separate Tabelle weiter unten)                                                |
| 22 (0x16) | 2     | <channels>     | Anzahl der Kanäle: 1 = mono, 2 = stereo; mittlerweile sind auch mehr als 2 Kanäle (z. B. für Raumklang) möglich. |
| 24 (0x18) | 4     | <sample rate>  | Samples pro Sekunde je Kanal (z. B. 44100)                                                                       |
| 28 (0x1C) | 4     | <bytes/second> | Abtastrate · Frame-Größe = <sample rate> · <block align>                                                         |
| 32 (0x20) | 2     | <block align>  | Frame-Größe = <channels> · ((<bits/sample> + 7) / 8) (Division mit Abrundung)                                    |
| 34 (0x22) | 2     | <bits/sample>  | Anzahl der Datenbits pro Samplewert je Kanal (z. B. 12)                                                          |

Der Daten-Abschnitt enthält die Abtastwerte:
| Offset             | Länge         | Inhalt                          | Beschreibung                             |
| ------------------ | ------------- | ------------------------------- | ---------------------------------------- |
| 36 (0x24)          | 4             | 'data'                          | Header-Signatur                          |
| 40 (0x28)          | 4             | <length>                        | Länge des Datenblocks, <Dateigröße> − 44 |
| 44 (0x2C)          | <block align> | erster Abtastwert jedes Kanals  | erster Abtastwert jedes Kanals           |
| 44 + <block align> | <block align> | zweiter Abtastwert jedes Kanals | zweiter Abtastwert jedes Kanals          |
| …                  | …             | …                               | …                                        |

## Datenformate (Format-Tag)
| ID     | Bezeichnung         |
| ------ | ------------------- |
| 0x0001 | PCM                 |
| 0x0002 | MS ADPCM            |
| 0x0003 | IEEE FLOAT          |
| 0x0005 | IBM CVSD            |
| 0x0006 | ALAW                |
| 0x0007 | MULAW               |
| 0x0010 | OKI ADPCM           |
| 0x0011 | DVI/IMA ADPCM       |
| 0x0012 | MEDIASPACE ADPCM    |
| 0x0013 | SIERRA ADPCM        |
| 0x0014 | G723 ADPCM          |
| 0x0015 | DIGISTD             |
| 0x0016 | DIGIFIX             |
| 0x0017 | DIALOGIC OKI ADPCM  |
| 0x0020 | YAMAHA ADPCM        |
| 0x0021 | SONARC              |
| 0x0022 | DSPGROUP TRUESPEECH |
| 0x0023 | ECHOSC1             |
| 0x0024 | AUDIOFILE AF36      |
| 0x0025 | APTX                |
| 0x0026 | AUDIOFILE AF10      |
| 0x0030 | DOLBY AC2           |

| ID     | Bezeichnung               |
| ------ | ------------------------- |
| 0x0031 | GSM610                    |
| 0x0033 | ANTEX ADPCME              |
| 0x0034 | CONTROL RES VQLPC         |
| 0x0035 | CONTROL RES VQLPC         |
| 0x0036 | DIGIADPCM                 |
| 0x0037 | CONTROL RES CR10          |
| 0x0038 | NMS VBXADPCM              |
| 0x0039 | CS IMAADPCM (Roland RDAC) |
| 0x0040 | G721 ADPCM                |
| 0x0050 | MPEG-1 Layer I, II        |
| 0x0055 | MPEG-1 Layer III (MP3)    |
| 0x0069 | Xbox ADPCM                |
| 0x0200 | CREATIVE ADPCM            |
| 0x0202 | CREATIVE FASTSPEECH8      |
| 0x0203 | CREATIVE FASTSPEECH10     |
| 0x0300 | FM TOWNS SND              |
| 0x1000 | OLIGSM                    |
| 0x1001 | OLIADPCM                  |
| 0x1002 | OLICELP                   |
| 0x1003 | OLISBC                    |
| 0x1004 | OLIOPR                    |

## Speicherbedarf der Formate
| Format                                   | Bitrate (kbit/s) | 1 minute (KiB) |
| ---------------------------------------- | ---------------- | -------------- |
| 11,025 Hz 16 bit PCM                     | 176.4            | 1292           |
| 8,000 Hz 16 bit PCM                      | 128              | 938            |
| 11,025 Hz 8 bit PCM                      | 88.2             | 646            |
| 11,025 Hz µ-Law                          | 88.2             | 646            |
| 8,000 Hz 8 bit PCM                       | 64               | 469            |
| 8,000 Hz µ-Law                           | 64               | 469            |
| 11,025 Hz 4 bit ADPCM                    | 44.1             | 323            |
| 8,000 Hz 4 bit ADPCM                     | 32               | 234            |
| 11,025 Hz GSM 06.10                      | 18               | 132            |
| 8,000 Hz MP3 16 kbit/s                   | 16               | 117            |
| 8,000 Hz GSM 06.10                       | 13               | 103            |
| 8,000 Hz Lernout & Hauspie SBC 12 kbit/s | 12               | 88             |
| 8,000 Hz DSP Group Truespeech            | 9                | 66             |
| 8,000 Hz MP3 8 kbit/s                    | 8                | 60             |
| 8,000 Hz Lernout & Hauspie CELP          | 4.8              | 35             |

## Weiterentwicklung
Aufgrund der im Dateiformat benutzten 32-Bit-Felder ergibt sich eine Größenbeschränkung von 4 GiB, was einer Spieldauer von etwa 6,75 Stunden bei zwei Kanälen à 16 Bit und 44100 Abtastwerten je Sekunde (CD-Qualität) entspricht. Bei höherer Amplituden- oder Zeitauflösung bzw. mehr Kanälen sinkt die erreichbare Spieldauer jeweils entsprechend. Um diese Einschränkung zu umgehen, hat Sonic Foundry eine Erweiterung des Formats vorgestellt, welche die Dateigrößenbeschränkung umgeht. Seit der Bereich Desktop Software von Sonic Foundry zu Sony Pictures Digital überging, wird das Format Sony Pictures Digital Wave 64, kurz Wave64, genannt; es wird ohne Lizenzkosten zur Verfügung gestellt. Als Dateinamenserweiterung wird .w64 vorgeschlagen. Der interne Aufbau ist bewusst an das herkömmliche WAVE angelehnt, um die Software-Implementierung zu vereinfachen. Durch die Verwendung von 64-Bit-Feldern wird unter den oben gemachten Annahmen eine maximale Spieldauer von über 3 Millionen Jahren erreicht.